# 栗山勝三
栗山 勝三（くりやま しょうぞう、1854年9月28日（安政元年8月7日） - 1940年（昭和15年）10月）は、大日本帝国陸軍軍人。最終階級は陸軍少将。

## 経歴
山城国、のちの京都府出身。士族・栗山惣七の長男として生まれ、1874年（明治7年）家督を相続する。沼津兵学校第6期資業生。1875年（明治8年）陸軍士官学校に入学し（旧2期）、1879年（明治12年）2月、陸軍砲兵少尉に任官する。1887年（明治20年）イタリアへ留学し、1897年（明治30年）欧米へ赴任した。この間、陸軍教導団教官、大阪砲兵廠製造所長などを歴任し、1902年（明治35年）6月、大佐に進級と同時に砲兵会議審査官に補された。
1903年（明治36年）5月、陸軍技術審査部審査官に転じ、1907年（明治40年）11月、陸軍少将に進級と同時に予備役編入となった。晩年は京都市伏見区に住んだ。

## 親族
- 娘婿：山崎友造（次女幸子夫、陸軍少将）